# Tachiramantis prolixodiscus
Tachiramantis prolixodiscus is een kikker uit de familie Strabomantidae. De wetenschappelijke naam van de soort werd beschreven in 1978 door Lynch. De soort komt voor in Colombia op een hoogte van 1600 tot 2700 meter boven het zeeniveau.